# Wen Zhang
Pour les articles homonymes, voir Zhang.
Wen Zhang (chinois : 文章 ; pinyin : wén zhāng), né le 26 juin 1984 à Xi'an, dans la province du Shaanxi, en République populaire de Chine, est un acteur chinois.

## Biographie
Wen Zhang suit une formation artistique à l'Académie centrale d'art dramatique de Pékin d'où il sort diplômé en 2006.
Il se marie avec l'actrice Ma Yili (zh) en 2008.

## Filmographie partielle

### Au cinéma
- 2005 : Good Bye My Love
- 2008 : A Tale of Two Donkeys (Zou zhu qiao) : Ma Jie
- 2010 : Ocean Heaven (Hai yang tian tang) : Dafu
- 2011 : The Law of Attraction (Wan You Yin Li)
- 2011 : Le Sorcier et le Serpent blanc (Bai she chuan shuo) : Neng Ren
- 2011 : Love is Not Blind : Wang Yiyang
- 2012 : In-Laws New Year
- 2012 : Truth or Brave (Zhen Xin Hua Da Mao Xian)
- 2012 : Guillotines (Xue di zi) : Qianlong
- 2013 : Journey to the West: Conquering the Demons (Xi you xiang mo pian) : Xuan Zang
- 2013 : Badges of Fury (Bu er shen tan) : Wang Bu'er
- 2014 : Gone with the Bullets (Yi bu zhi yao) : Wu Seven
- 2014 : Love on the Cloud (en) (Wei ai zhi jian ru jia jing) : Wang Xiaojian
- 2015 : Lady of the Dynasty (Wang chao de nv ren: Yang Gui Fei)
- 2016 : The Mermaid (Mei ren yu) de Stephen Chow
- 2016 : League of Gods de Koan Hui

### À la télévision
• 2009 : Cage à lapins (Wo ju) : Xiao Bei